# سمنور اکباش
سمنور اکباش (انگلیسی: Semanur Akbaş؛ زادهٔ ۱ ژانویهٔ ۱۹۹۶) بازیکن فوتبال اهل ترکیه است.
وی همچنین در تیم‌های ملی فوتبال Turkey women's national under-17 football team و Turkey women's national under-19 football team بازی کرده‌است.